# Xavier Mercier
Pour les articles homonymes, voir Mercier.
Xavier Mercier, né le 25 juillet 1989 à Alès en France, est un footballeur français professionnel qui joue au poste de milieu offensif ou d'ailier.

## Biographie
En 2004, alors en formation à Montpellier, il fait partie de la sélection de la Ligue du Languedoc-Rousillon des 14 ans.
Il signe pro à l'En avant Guingamp où il participe à la montée en Ligue 2 en 2011. La saison suivante, il est utilisé comme joueur de soutien et participe à 7 matchs dans l'antichambre de l'élite.
Désireux d'obtenir un temps de jeu conséquent, il signe la saison suivante à l'AS Beauvais, alors relégué en CFA et favori à la montée où il devient un titulaire indiscutable. Bien que jouant les premières rôles, l'équipe ne parviendra pas à atteindre ses objectifs.
Le joueur signe alors à l'US Boulogne dont le projet est la remontée en L2. Joueur solide en National, il réalise plusieurs performances solides comme en 2015, lors des 32e de finales de la Coupe de France où il est l'auteur d'un quadruplé avec l'US Boulogne, contre le club amateur de Sarre-Union. Le 2 octobre 2015, toujours avec Boulogne, il inscrit un doublé au sein du championnat de National, lors d'un match contre le CA Bastia.
Sollicité, il quitte le nord de la France lors du mercato hivernal 2016 et découvre pour la première division belge. Après deux saisons dans l'élite belge, il rejoint le Cercle Bruges KSV où il est champion et désigné meilleur joueur du championnat Proximus, la D2 belge. Après une saison dans l'élite, il rejoint OH Leuven où il est une nouvelle fois champion de deuxième division puis
fait deux saisons solides dans l'élite.
En 2022-2023, il rejoint le club de Ferencváros TC champion en titre de Hongrie. Là-bas, il découvre l'Europe et fait un parcours notable, atteignant les huitièmes de finale et remportant le championnat local.
En 2023, il fait une dernière pige au Racing White Daring de Molenbeek mais termine dernier du championnat à la suite de quoi il décide de raccrocher les crampons.

## Statistiques
| Saison                | Club                  | Championnat           | Championnat | Championnat | Coupe(s) nationale(s) | Coupe(s) nationale(s) | Compétition(s) continentale(s) | Compétition(s) continentale(s) | Compétition(s) continentale(s) | Total | Total |
| Saison                | Club                  | Division              | M.          | B.          | M.                    | B.                    | Comp.                          | M.                             | B.                             | M.    | B.    |
| 2009-2010             | US Lesquin            | CFA 2                 | 12          | 6           | -                     | -                     | -                              | -                              | -                              | 12    | 6     |
| Sous-total            | Sous-total            | Sous-total            | 12          | 6           | 0                     | 0                     | -                              | -                              | -                              | 12    | 6     |
| 2010-2011             | EA Guingamp           | National              | 5           | 1           | 2                     | 0                     | -                              | -                              | -                              | 7     | 1     |
| 2011-2012             | EA Guingamp           | Ligue 2               | 7           | 0           | 2                     | 0                     | -                              | -                              | -                              | 9     | 0     |
| Sous-total            | Sous-total            | Sous-total            | 12          | 1           | 4                     | 0                     | -                              | -                              | -                              | 16    | 1     |
| 2012-2013             | AS Beauvais           | CFA                   | 32          | 8           | 1                     | 1                     | -                              | -                              | -                              | 33    | 9     |
| 2013-2014             | AS Beauvais           | CFA                   | 27          | 9           | 3                     | 2                     | -                              | -                              | -                              | 30    | 11    |
| Sous-total            | Sous-total            | Sous-total            | 59          | 17          | 4                     | 3                     | -                              | -                              | -                              | 63    | 20    |
| 2014-2015             | US Boulogne           | National              | 31          | 7           | 8                     | 6                     | -                              | -                              | -                              | 39    | 13    |
| 2015-2016             | US Boulogne           | National              | 16          | 6           | 5                     | 2                     | -                              | -                              | -                              | 21    | 8     |
| Sous-total            | Sous-total            | Sous-total            | 47          | 13          | 13                    | 8                     | -                              | -                              | -                              | 60    | 21    |
| 2015-2016             | KV Kortrijk           | Division 1            | 8           | 3           | 5                     | 0                     | -                              | -                              | -                              | 13    | 3     |
| 2016-2017             | KV Kortrijk           | Division 1A           | 23          | 2           | 10                    | 2                     | -                              | -                              | -                              | 33    | 4     |
| Sous-total            | Sous-total            | Sous-total            | 31          | 5           | 15                    | 2                     | -                              | -                              | -                              | 46    | 7     |
| 2017-2018             | Cercle Bruges         | Division 1B           | 27          | 10          | 1                     | 0                     | -                              | -                              | -                              | 28    | 10    |
| 2018-2019             | Cercle Bruges         | Division 1A           | 27          | 2           | 9                     | 2                     | -                              | -                              | -                              | 36    | 4     |
| Sous-total            | Sous-total            | Sous-total            | 54          | 12          | 10                    | 2                     | -                              | -                              | -                              | 64    | 14    |
| 2019-2020             | OH Leuven             | Division 1B           | 28          | 3           | 1                     | 0                     | -                              | -                              | -                              | 29    | 3     |
| 2020-2021             | OH Leuven             | Division 1A           | 34          | 10          | 1                     | 1                     | -                              | -                              | -                              | 35    | 11    |
| 2021-2022             | OH Leuven             | Division 1A           | 32          | 3           | 3                     | 1                     | -                              | -                              | -                              | 35    | 4     |
| Sous-total            | Sous-total            | Sous-total            | 95          | 17          | 4                     | 1                     | -                              | -                              | -                              | 99    | 18    |
| 2022-2023             | Ferencváros TC        | NB I.                 | 6           | 1           | 1                     | 0                     | C1+C3                          | 2+2                            | 0+0                            | 11    | 1     |
| Total sur la carrière | Total sur la carrière | Total sur la carrière | 342         | 72          | 51                    | 16                    | -                              | 4                              | 0                              | 397   | 88    |

## Palmarès

### En club
- Cercle Bruges KSV
  - Championnat de Belgique de D2
    - Champion : 2018

### Distinctions personnelles
- Meilleur buteur de la Coupe de France en 2014-2015.
- Meilleur passeur du Championnat de Belgique 2020-2021 avec 16 passes décisives.